# Kiril Wachsmann
Kiril Alexis Wachsmann Mallner, (Málaga, 12 de noviembre de 1984) es un jugador de baloncesto profesional español con nacionalidad uruguaya, alemana, dominicana y estadounidense. Con una altura de 2,05 metros ocupa la posición de pívot.

## Trayectoria deportiva
Se formó como jugador en las filas de los Iona Gaels de la Universidad de Iona de la NCAA estadounidense. En su último año universitario finalizó la temporada con unas medias de  11,5 puntos y 8.6 rebotes en los 31 partidos en los que participó.
La temporada 2006/07, la de su paso al profesionalismo, decide marcharse a Europa y fichar por el UB La Palma de LEB Oro. La temporada siguiente se comprometió con el Tenerife Rural, también de LEB Oro, club en el que estuvo dos campañas y con el que llegó a participar en la final a cuatro de ascenso a la liga ACB que en el año 2008 se disputó en Fuenlabrada. Los números de sus dos años en Tenerife fueron de 4.9 puntos y 5.6 rebotes de media en 65 partidos.
En 2009 ficha por el Fundación Adepal Alcázar de LEB Plata, en el que se convierte en una de las piezas fundamentales para lograr esa misma campaña el ascenso a la LEB Oro. La temporada 2010/11 también la disputa en las filas del conjunto alcazareño finalizando la misma con unos números de 9,5 puntos y 9,2 rebotes.
En julio de 2011 llega a un acuerdo para incorporarse a la disciplina del Melilla Baloncesto. A finales de 2011, defendiendo los colores del conjunto melillense se convirtió en el decimosegundo jugador en la historia que superaba la cifra de 1000 rebotes capturados en competiciones FEB.
[actualizar]

### Selección nacional
El jugador debutó con la Selección de baloncesto de Uruguay el 28 de junio de 2012 en un amistoso frente a la selección Argentina en el que aportó 10 puntos y 12 rebotes.

## Clubes
- 2006-07. LEB Oro. UB La Palma
- 2007-09. LEB Oro. Tenerife Rural
- 2009-10. LEB Plata. Fundación Adepal Alcázar
- 2010-11. LEB Oro. Fundación Adepal Alcázar
- 2011-13. LEB Oro. Melilla Baloncesto
- 2013-14. Liga Uruguaya de Basquetbol. Hebraica Macabi
- 2014-15. Liga Uruguaya de Basquetbol. Defensor Sporting Club
- 2015-16. Liga Uruguaya de Basquetbol . Defensor Sporting Club
- 2016-17. Liga Uruguaya de Basquetbol . Defensor Sporting Club
- 2017-18. Liga Uruguaya de Basquetbol . Defensor Sporting Club
- 2018. Liga Nacional de Baloncesto (LNB), República Dominicana. Indios de San Francisco de Macorís
- 2018-19. Liga Uruguaya de Basquetbol. Club Atlético Olimpia
- 2019. Hispano Americano de Río Gallegos
- 2019-2020.  Liga Uruguaya de Basquetbol. Club Malvín
- 2021. Liga Nacional de Baloncesto (LNB), República Dominicana. Indios de San Francisco de Macorís
- 2021-2022 Liga Uruguaya de Basquetbol. Club Malvín
- 2023-2024 Liga Uruguaya de Basquetbol. Club Malvín